# Александар Дабиша
Александар Васиљевић Дабиша (око 1850. – Санкт Петербург, око 1899.) био је руски сликар српског порекла.

## Биографија
Александар Дабиша је учио сликарство на Академији у Петрограду. Пропутовао је 1893. Босну и Херцеговину и сликао пределе. Сарађивао је са сарајевским илустрованим часописом Нада. 
Дабиша  је дошао у Сарајево на препоруку др. Фрање Рачког, председник тадашње Југословенске академије наука и уметности. Како је тврдио у разговорима са представницима тадашњих власти БиХ, Дабиша је у Босну дошао да сазна нешто више о свом претку, босанском краљу Стефану Дабиши.
Александар Дабиша је тврдио да је његов предак емигрирао из Босне, преко у Хрватске и Влашке где су купили неке поседе. На крају се породица преселила у Русију и тамо се лоза Дабиша очувала до 19. века.
Према властитим тврдњама, Александар је радио неко време као руски генерални конзул у Бејруту. После слома царске Русије, немачке новине су писале да је млади принц Дабиша, вероватно Александров син, радио у Берлину као шофер.